# Bakonysárkány, Komárom-Esztergom
Bakonysárkány  este un sat în districtul Kisbér, județul Komárom-Esztergom, Ungaria, având o populație de 1.010 locuitori (2011). 

## Demografie
Componența etnică a satului Bakonysárkány
     Maghiari (88,93%)
     Germani (8,77%)
     Români (1,1%)
     Necunoscut (0,66%)
     Romi (0,55%)
     Alții (0,66%)
Componența confesională a satului Bakonysárkány
     Romano-catolici (52,28%)
     Fără religie (11,29%)
     Reformați (6,14%)
     Luterani (1,09%)
     Necunoscută (27,92%)
     Alte religii (1,68%)
Conform recensământului din 2011, satul Bakonysárkány avea 1.010 locuitori. Din punct de vedere etnic, majoritatea locuitorilor (88,93%) erau maghiari, existând și minorități de germani (8,77%) și români (1,1%). Apartenența etnică nu este cunoscută în cazul a 0,66% din locuitori.  Din punct de vedere confesional, majoritatea locuitorilor (52,28%) erau romano-catolici, existând și minorități de persoane fără religie (11,29%), reformați (6,14%) și luterani (1,09%). Pentru 27,92% din locuitori nu este cunoscută apartenența confesională.